# Nambudripad allergiaeliminációs technikája
A Nambudripad Allergia Eliminációs Technikája (NAET) egy alternatív gyógymód, amelyről a támogatók azt állítják, hogy alkalmasak az allergiák és a kapcsolódó rendellenességek kezelésére. A technikákat Devi Nambudripad kaliforniai székhelyű kiropraktőr és akupunktőr dolgozta ki 1983-ban, az alkalmazott kineziológia, az akupunktúra, az akupresszúra, a táplálkozásmenedzsment és a kiropraktikai módszerek ötleteinek kombinációjára támaszkodva.
A klinikai kutatások nem találtak bizonyítékot az izomtesztek pontosságára az orvosi allergiák diagnosztizálásában. A gyakorlat támogatói egyetértenek abban, hogy a mainstream tudomány nem mutatott hiteles bizonyítékot a módszer hatékonyságára.